# James Edward Oglethorpe
Pour les articles homonymes, voir Oglethorpe.
James Edward Oglethorpe (né le 22 décembre 1696 à Londres et mort à Cranham (aujourd'hui dans Havering à Londres) le 30 juin 1785) est un général et philanthrope britannique, fondateur de la colonie de Géorgie.

## Biographie
Fils de Theophilus Oglethorpe (d) (1650-1702), il étudie peu de temps à Oxford avant d'entrer dans l'armée du prince Eugène de Savoie. Aide de camp, il se distingue au siège de Belgrade.
Élu au Parlement, il se montre un grand réformateur social, espérant pouvoir réinstaller les pauvres d'Angleterre, et en particulier ceux qui se trouvaient dans les prisons, dans le Nouveau Monde.
Il propose ainsi la création d'une colonie entre la Caroline du Sud et la Floride et débarque sur le site de Savannah en février 1733. De Londres, il obtient de pouvoir y amener des insolvables, des indigents, des réfugiés allemands et suisses et des juifs, mais exclut les catholiques. Il y ouvre une loge maçonnique et y bannit l'esclavage, ce qui n'est pas sans agacer certains des colons.
De retour à Londres, il doit lancer des assauts contre les colonies espagnoles lors du conflit anglo-espagnol de 1739, mais échoue à prendre Saint Augustine.
En 1743, il forme une unité de rangers pour la Virginie et les met au service de la Couronne lors de la révolte jacobite. Immense échec, il est traduit en cour martiale mais sans conséquence. Il meurt le 30 juin 1785.

#### Ouvrages en français
- François Angelier, Dictionnaire des Voyageurs et Explorateurs occidentaux, Pygmalion, 2011, p. 516-517
- Romain Sardou, America, la main rouge, T2, XO Éditions, Paris, 2012

#### Ouvrage en anglais
- Cookie Lommel, James Oglethorpe : humanitarian and Soldier, Chelsea House Publishers, 2000

## Sources
- (en) Cet article est partiellement ou en totalité issu de l’article de Wikipédia en anglais intitulé « James Oglethorpe » (voir la liste des auteurs) dans sa version du 19 août 2008.